# Convento de Töss
El Convento de Töss (en alemán: Kloster Töss; en francés: Couvent de Töss) era una comunidad de monjas dominicas en la antigua ciudad suiza de Töss, ahora una parte de Winterthur. Ninguno de los edificios originales se mantiene.
La construcción del monasterio se inició en 1233, cerca del puente en el río Töss por orden del conde Hartmann IV de Kyburg, y continuó hasta 1268. La mística suiza Elsbeth Stagel y la Beata Isabel de Hungría, la última miembro de la Casa de Árpád, fueron monjas de este convento. Esta comunidad monástica tuvo una influencia significativa en Zúrich durante la Edad Media, pero su influencia disminuyó después del inicio de la Reforma Protestante en Suiza alrededor de 1520. El monasterio fue cerrado poco después, y el complejo se deterioró con el paso de los siglos.
Después de la Revolución Francesa, se alego que no había recursos suficientes para conservar el complejo y el sitio fue vendido a Johan Jacob Rieter, que comenzó la Rieter Textile allí. La antigua iglesia del monasterio fue demolida a principios del siglo XX.